# 汤学忠
汤学忠（1969年3月31日—）是二十世纪八九十年代中国的顶尖自行车运动员，曾六获亚洲冠军。

## 个人经历
- 汤学忠出生在北京市昌平区流村镇的老峪沟村。[2]
- 1985年，入选北京自行车队。[1]
- 1987年，入选国家队，从师沈金康。[1]
- 1988年和1992年，两次参加奥运会。[1]
- 1995年-1996年，加入日本雅马哈自行车队，多次获得日本重大比赛冠、亚军。[1]
- 1997年4月-9月，加入日本RAVANELLO职业自行车队。[1]
- 1998年，参加第十三届亚运会（泰国曼谷）。[1]
- 2002年-2003年，加入韩国水资源俱乐部。[1]

## 主要成绩
- 1985年，他还在昌平业余体校读书，参加全国公路自行车锦标赛，获得亚军。[2]
- 1986年，全国自行车锦标赛、多日赛总冠军。[1]
- 1987年，第六届全运会自行车4公里个人第三名。[1]
- 1988年，全国自行车锦标赛180公里个人冠军。[1]
- 1989年，亚洲自行车锦标赛（印度）100公里团体冠军、180公里个人冠军。[1]
- 1990年，第十一届亚运会自行车100公里团体冠军、180公里个人冠军。[1]
- 1991年，亚洲锦标赛（北京）100公里团体冠军、180公里个人冠军。[1]
- 1993年，蝉联亚锦赛个人冠军。[1]
- 1993年，第七届全运会自行车180公里个人冠军。[1]
- 1994年，第十二届亚运会（日本广岛）自行车100公里团体亚军、180公里个人第三名。[1]
- 1997年， 第八届全运会自行车180公里个人第二名。[1]
- 1998年-2001年，多次获得全国公路自行车比赛冠军。[1]
- 2001年6月，世界B级自行车锦标赛180公里个人冠军。[1]

## 所获荣誉
- 1990年，获得“五四”劳动奖章。[1]